# ソフト・スカルプチュア
ソフト・スカルプチュア（Soft sculpture）は、彫刻の一種で、織物、フォームラバー（気泡ゴム。Foam rubber）、それらに類似した素材で作られる。1960年代にクレス・オルデンバーグが有名にした。たとえば『Soft Bathtub』（1966年）がその代表例である。『キャベツ畑人形』のクリエイター、Xavier Robertsも、最初の人形を作るのにソフト・スカルプチュアを使った。

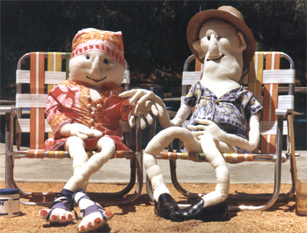
ギュルツェ・ブックスのマスコット

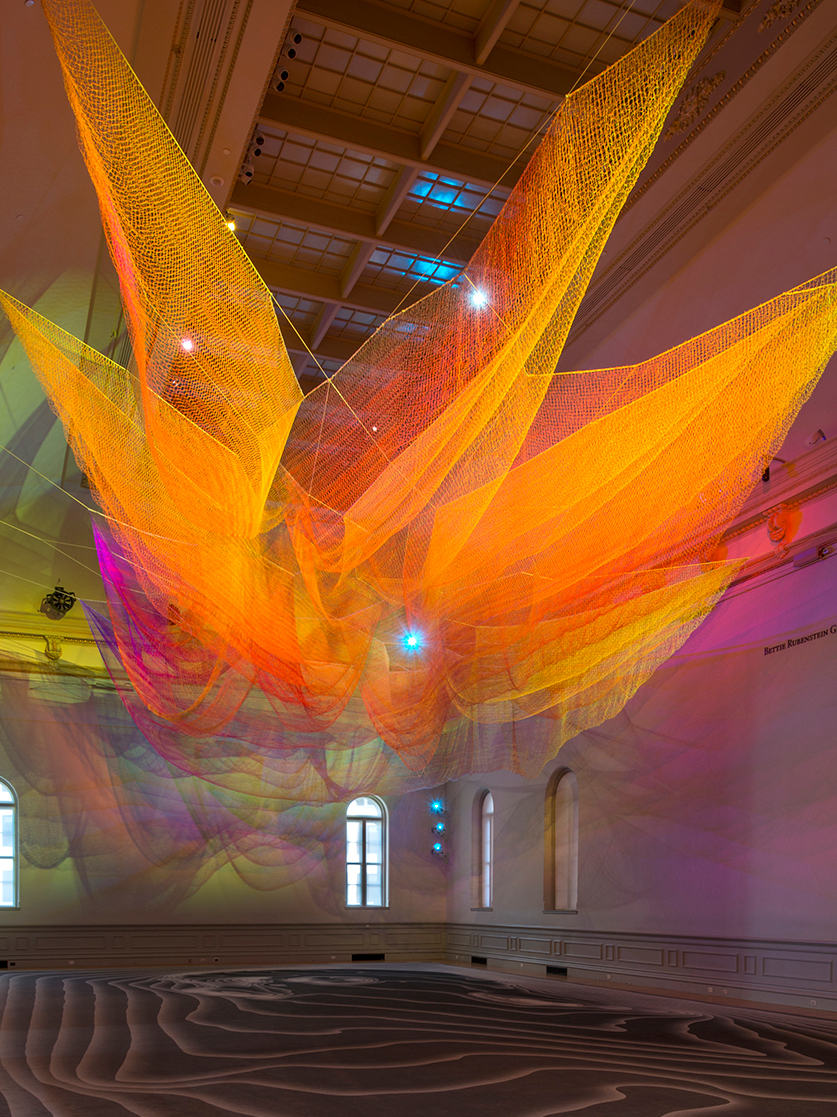
ジャネット・エチェルマン

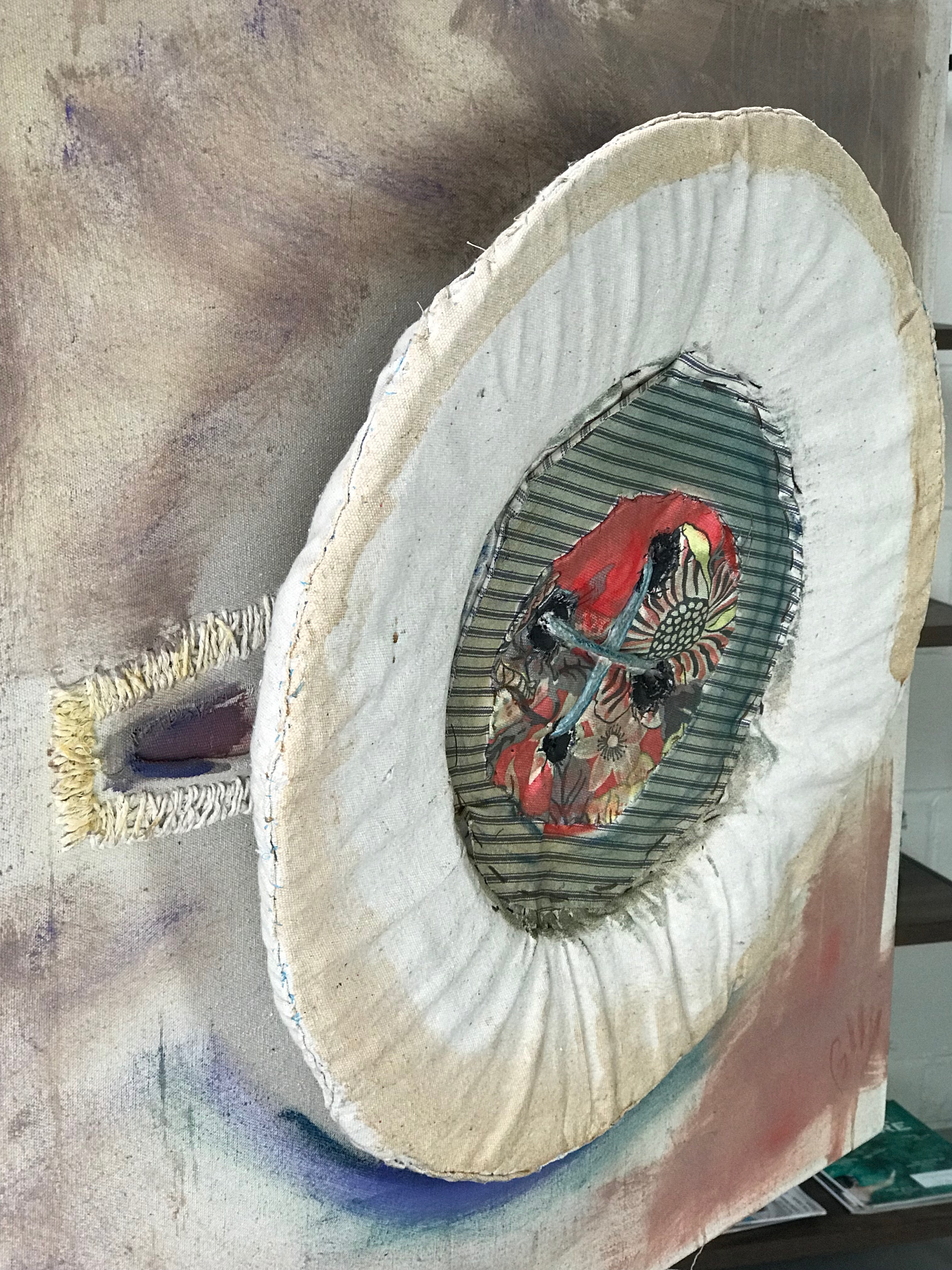
ポリー・アリス・マッキャン

## 草間彌生とオルデンバーグ
この手法を確立させたクレス・オルデンバーグだが、前衛芸術家である草間彌生は「彼は以前にはソフトスカルプチュアを行っていなかった。私の作品を見て着想を奪われたと感じた。」と語っている。
糸や布などを用いた彫刻のこの手法は女性作家であった草間彌生ならではのもので、草間は、1962年6月に開催された、ウォーホル、オルデンバーグ、サマラスなど様々な前衛的アーティストも参加したグループショーに参加した。草間のソフト・スカルプチュアである『Accumulation No.1』（1962年）などは新しく、ショーでも注目を浴びた。しかし、唯一の女性有色人でもあり、作品が売れることもなかったが、どのギャラリーも草間の作品の話をしていた。
そして、9月のショーとなった際、草間は驚愕する。あたり一面、全てがソフト・スカルプチュアだった。オルデンバーグはその時、この手法を用いた数字をかたどったカレンダーを制作していたが、彼の妻が草間に「ごめんなさい、彌生。」と言う。その一件に対しオルデンバーグは深く言及せず、その行動は彼の意思に関わらず、重い精神疾患を抱える彼女を落ち込ませた。

## ソフト・スカルプチュアも手掛けた作家
- マグダレーナ・アバカノヴィッチ
- リンダ・ベングリス（英語版）
- ヨーゼフ・ボイス
- ルイーズ・ブルジョワ
- イザベル・デ・ボルチグレイブ（英語版）
- セレナチャチャ（英語版）
- ジャン・ハワース（英語版）
- エヴァ・ヘス
- マーク・ジェンキンス（英語版）
- ジョエル・ジョーンズ（英語版）
- ディラン・ジョーンズ（英語版）
- アネット・メサジェ
- ロバート・モリス
- センガ・ネングディ（英語版）
- スーザン・モール・パワーズ（英語版）
- ザビエル・ロバーツ（英語版）
- フェイス・リングゴールド（英語版）
- リチャード・セラ
- マージョリー・ストライダー（英語版）
- ルーシー・スパロー（英語版）
- ス・ドホ（英語版）
- マーサ・ネルソン・トーマス（英語版）
- ミーガンウィットマーシュ（英語版）